# Campeonato Sul-Americano de Futebol Feminino Sub-20 de 2014
O Campeonato Sul-Americano Feminino Sub-20 de 2014 foi a sexta edição da competição organizada pela Confederação Sul-Americana de Futebol (CONMEBOL) para jogadoras com até 20 anos de idade.
O campeonato ocorreu entre os dias 13 e 31 de janeiro. O país anfitrião foi o Uruguai e todas as dez equipes filiadas a CONMEBOL participaram da competição. A Seleção Brasileira sagrou-se hexacampeã da competição.
Além do Brasil o Paraguai também se classificou para a Copa do Mundo Sub-20 Feminino de 2014.

## Equipes participantes
| - Argentina - Bolívia - Brasil (Atuais campeães) - Chile - Colômbia | - Equador - Paraguai - Peru - Uruguai (País sede) - Venezuela |

## Primeira fase
| Legenda para as tabelas de grupos | Legenda para as tabelas de grupos           |
| --------------------------------- | ------------------------------------------- |
|                                   | Equipes classificadas para a fase seguinte. |

### Grupo A
| #  | Time      | Pts | J | V | E | D | GF | GC | SG  |
| -- | --------- | --- | - | - | - | - | -- | -- | --- |
| 1º | Brasil    | 12  | 4 | 3 | 1 | 0 | 13 | 3  | +10 |
| 2º | Colômbia  | 7   | 4 | 2 | 2 | 0 | 5  | 2  | +3  |
| 3º | Venezuela | 6   | 4 | 2 | 0 | 2 | 9  | 7  | +2  |
| 4º | Chile     | 2   | 4 | 0 | 2 | 2 | 2  | 6  | −4  |
| 5º | Uruguai   | 1   | 4 | 0 | 1 | 3 | 5  | 16 | −11 |

### Grupo B
| #  | Time      | Pts | J | V | E | D | GF | GC | SG  |
| -- | --------- | --- | - | - | - | - | -- | -- | --- |
| 1º | Paraguai  | 10  | 4 | 3 | 1 | 0 | 9  | 1  | +8  |
| 2º | Bolívia   | 9   | 4 | 3 | 0 | 1 | 4  | 5  | -1  |
| 3º | Equador   | 6   | 4 | 2 | 0 | 2 | 6  | 5  | +1  |
| 4º | Argentina | 4   | 4 | 1 | 1 | 2 | 5  | 3  | +2  |
| 5º | Peru      | 0   | 4 | 0 | 0 | 4 | 3  | 13 | −10 |

### Fase final
| Legenda para as tabelas de grupos | Legenda para as tabelas de grupos                              |
| --------------------------------- | -------------------------------------------------------------- |
|                                   | Equipes classificadas à Copa do Mundo Sub-20 Feminino de 2014. |

| #  | Time     | Pts | J | V | E | D | GF | GC | SG  |
| -- | -------- | --- | - | - | - | - | -- | -- | --- |
| 1º | Brasil   | 9   | 3 | 3 | 0 | 0 | 11 | 0  | +11 |
| 2º | Paraguai | 6   | 3 | 2 | 0 | 1 | 6  | 2  | +4  |
| 3º | Colômbia | 3   | 3 | 1 | 0 | 2 | 4  | 7  | −3  |
| 4º | Bolívia  | 0   | 3 | 0 | 0 | 3 | 0  | 12 | −12 |

## Premiação
| Campeonato Sul-Americano Sub-20 Feminino de 2014 |
| Seleção Brasileira de Futebol Feminino           |
| ------------------------------------------------ |
| BRASIL Hexacampeã (6º título)                    |